# Barbara Krajewska
Barbara Krajewska (ur. 17 czerwca 1928 we wsi Trząski pod Mławą, zm. 10 czerwca 2020) – rolniczka, poetka ludowa.
Była członkini Stowarzyszenia Twórców Ludowych w Lublinie, w latach 2000–2009 Ciechanowskiego Oddziału Związku Literatów Polskich oraz Związku Literatów na Mazowszu. Wydała zbiorki poetyckie: Nie jestem samotna (1991), Zagony słów (1993), Nad błękitną miedzą Orzyca (1993), Aż po uspokojenie nieba (1994), Może doczekam malinowych żniw (2002), Gwiazdy liczą kłosy (2007). Została laureatką konkursów poetyckich, m.in. ogólnopolskiego konkursu im. Jana Pocka, a także otrzymała Nagrodę im. Oskara Kolberga.